# Agneta Willeken
Agneta Willeken, född 1497, död 1562, var sambo till Marcus Meyer. Hon tillskrivs ett brett politiskt inflytande över honom och är känd som politisk aktör under grevefejden. Hon utpekas som en av de som påverkade utbrottet av kriget mellan Holstein och Lübeck. Hon användes också som vapen i propagandan mot Meyer.
Hon var dotter till den förmögne bryggaren Peter Radkens i Hamburg och gifte sig med borgaren Hans Willeken. Då maken ruinerades 1527 flydde paret till Lübeck, där hon blev änka 1535. Hon inledde då ett förhållande med Marcus Meyer, vilken hon ska ha påverkat med politiska råd. Hon utövade också ett politiskt inflytande över borgmästare Jürgen Wullenwever, och ska ha påverkat honom till kriget med Holstein. Vid belägringen av fortet i Varberg sände hon ett brev till Meyer, som hamnade i händerna på kung Kristian. Detta brev spreds som propaganda och framställde Willeken som en av de politiska aktörerna bakom grevefejden.